# سیاه کمر (همدان)
سیاه کمر (همدان)، روستایی از توابع بخش مرکزی شهرستان همدان در استان همدان ایران است.
دارای خانواده هایی با فامیلی شمخانی. فتاحی . زنگنه می باشد
روستای سیاه کمر از سرسبز ترین روستا هایی می باشد که در جاده ملایر وجود دارد
و به عنوان روستای پر آب معروف است.

## جمعیت
این روستا در دهستان گنبد قرار دارد و براساس سرشماری مرکز آمار ایران در سال ۱۳۸۵، جمعیت آن زیر سه خانوار بوده‌است.